# Чудеса (фильм, 2014)
«Чудеса» (итал. Le meraviglie) — кинофильм режиссёра Аличе Рорвахер, вышедший на экраны в 2014 году.

## Сюжет
Джельсомина с тремя сёстрами и родителями живёт на ферме где-то в итальянской глуши. Их хозяйство специализируется в первую очередь на пчеловодстве, и Джельсомина, как старшая, — основная помощница отца. Однажды, гуляя на берегу моря, они замечают съёмочную группу, которая снимает известную телеведущую Милли Катену в рекламе нового конкурса фермерских хозяйств «Сельские чудеса». Отец не видит никакого смысла в этом конкурсе, тогда как Джельсомину такая возможность сразу же привлекает. Однажды, во время ярмарки, она подаёт заявку на конкурс без ведома отца...

## В ролях
- Александра Мария Лунгу — Джельсомина
- Сэм Лаувейк — Вольфганг, отец Джельсомины
- Альба Рорвахер — Анджелика, мать Джельсомины
- Сабине Тимотео — Коко
- Аньезе Грациани — Маринелла, сестра Джельсомины
- Луис Уилка — Мартин
- Эва Леа Паче Морроу — Катерина, сестра Джельсомины
- Марис Стелла Морроу — Луна, сестра Джельсомины
- Моника Беллуччи — Милли Катена, телеведущая
- Карло Тармати — Карло Портарена
- Андре Хеннике — Адриан, друг Вольфганга

## Награды и номинации
- 2014 — Гран-при Каннского кинофестиваля.
- 2014 — приз за лучший сценарий (Аличе Рорвахер) на кинофестивале в Мар-дель-Плата.
- 2014 — приз за лучший фильм нового режиссёра (Аличе Рорвахер) на Мюнхенском кинофестивале.
- 2014 — специальный приз жюри (Аличе Рорвахер) и приз лучшей актрисе (Александра Мария Лунгу) на Севильском фестивале европейского кино.
- 2014 — специальное упоминание премии «Серебряная лента» (Александра Мария Лунгу), а также 4 номинации: лучший продюсер (Карло Кресто-Дина), лучший режиссёр (Аличе Рорвахер), лучший сценарий (Аличе Рорвахер), лучший монтаж (Марко Сполетини).
- 2014 — номинация на премию фестиваля Американского института киноискусства в категории «Новый автор» (Аличе Рорвахер).
- 2015 — номинация на премию «Давид ди Донателло» лучшему продюсеру (Карло Кресто-Дина).
- 2015 — участие в конкурсной программе кинофестиваля в Глазго.